# 朝集殿

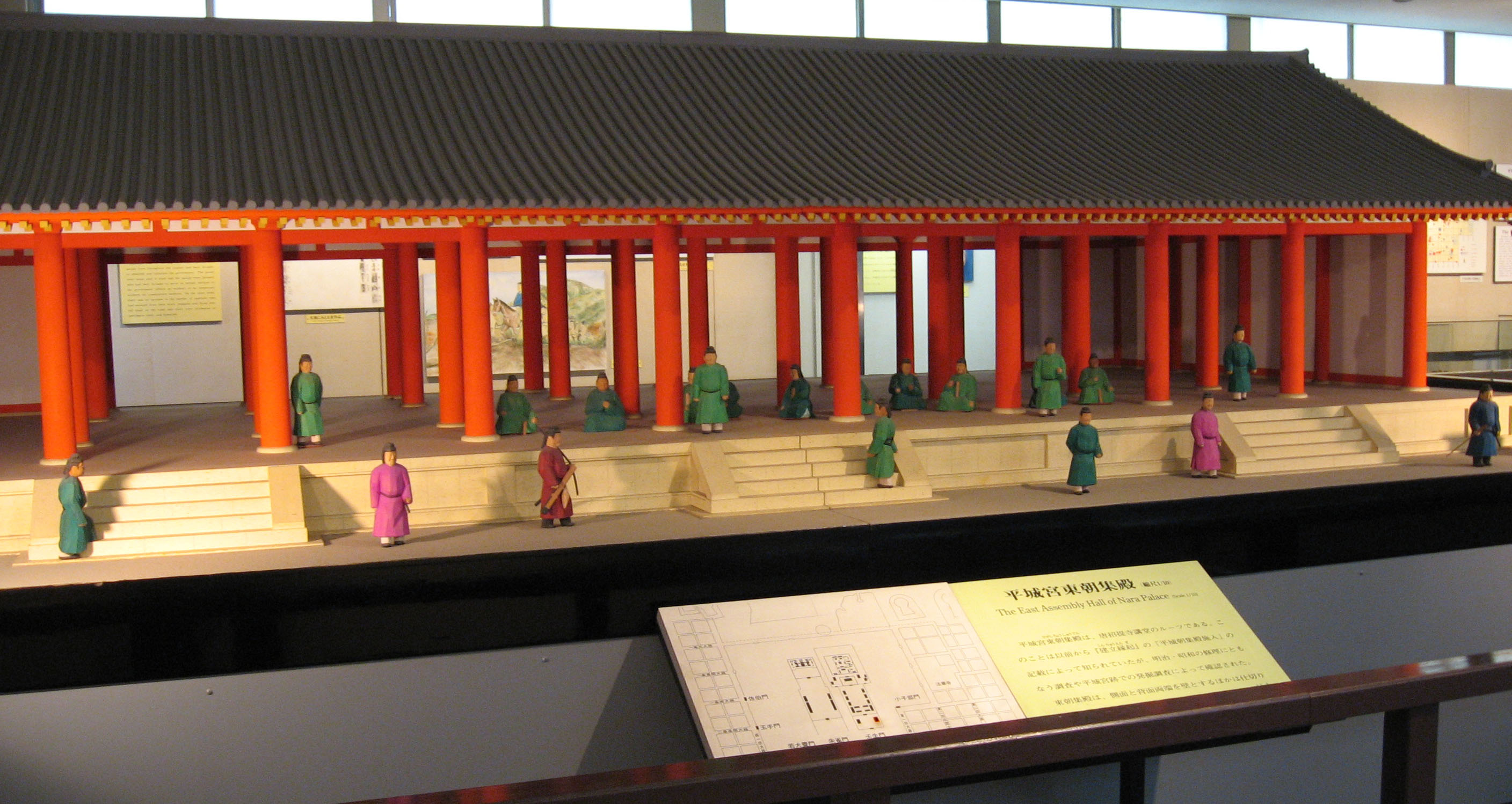
平城宮東朝集殿模型（平城宮跡資料館）

朝集殿（ちょうしゅうでん）または朝集堂（ちょうしゅうどう）とは、大極殿、朝堂とともに朝堂院を構成する殿舎の1種。朝廷の臣下や官人が出仕する際の控えとなった建物である。

## 概要

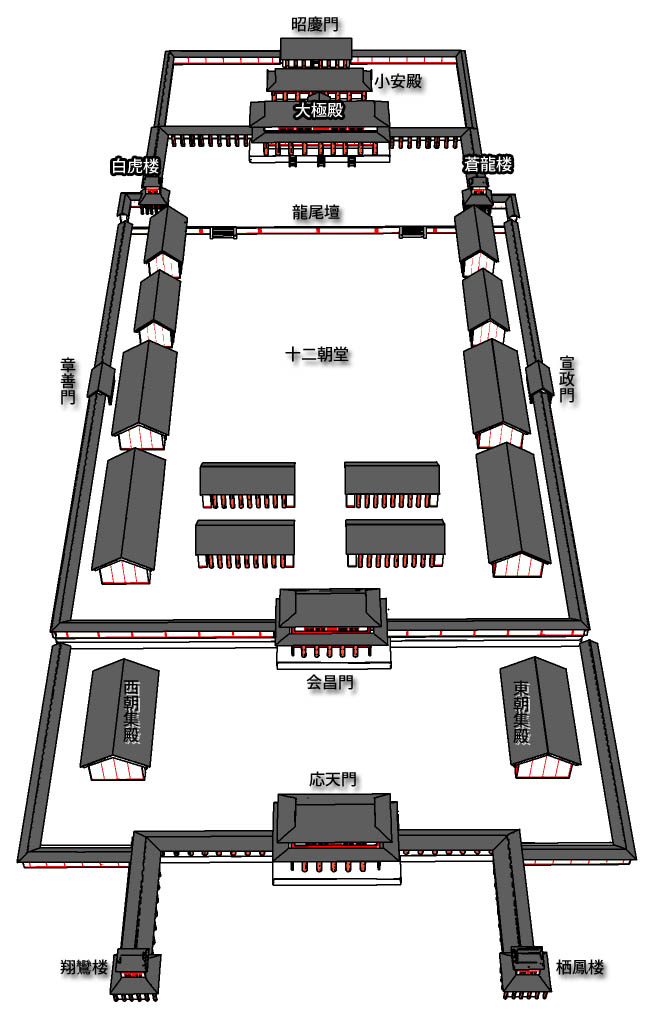
平安京朝堂院再現図

朝集殿は、朝政など朝廷の庶務一般、天皇即位儀、元日朝賀、任官、叙位、改元の宣詔、告朔、節会、外国使への饗宴など儀式一般（朝儀）がおこなわれた朝堂の南に位置し、朝参の際などに参集した朝廷の臣下が開門の時刻まで待機した殿舎である。ここで官人たちは、身づくろいするなどして朝堂の南門（平安宮では会昌門と呼んだ）がひらくのを待った。
朝集殿の遺構として確認される最古は難波長柄豊碕宮の朝集殿であり、難波宮跡の発掘調査において検出している。以後、朝集殿は藤原宮、平城宮、長岡宮、平安宮（大内裏）でも設けられている。いずれも、朝堂南門の前方左右に2堂1対が設けられた。それぞれ、「東朝集殿」「西朝集殿」のように呼ばれた。建物は、東朝集殿・西朝集殿ともに南北方向を長軸として互いに向き合うかたちで配置され、回廊を通じて大極殿や朝堂の一郭と通じていた。

## 朝参
『日本書紀』には大化3年（647年）、孝徳天皇が難波の小郡宮で「礼法」を定めたということが記されている。冠位を有する官人は、毎朝午前4時ころまでに朝庭南門の外にならび、日の出とともに庭にはいって天皇に再拝し、そのあと正午まで朝堂で政務を執ることとした。遅刻した者は入ることができず、また、正午の鐘を聞いたら退庁すべし、としている。鐘は中庭につるしておき、鐘をつく者は赤い頭巾をかぶるべきことも定められた。鐘つき役人が赤い頭巾をかぶるのは、中国の古典にみえる「鶏人（けいじん）」の風習を真似たものと考えられる。これは、鶏が時を告げることに由来するものと推測されている。

## 遺構・再現建物

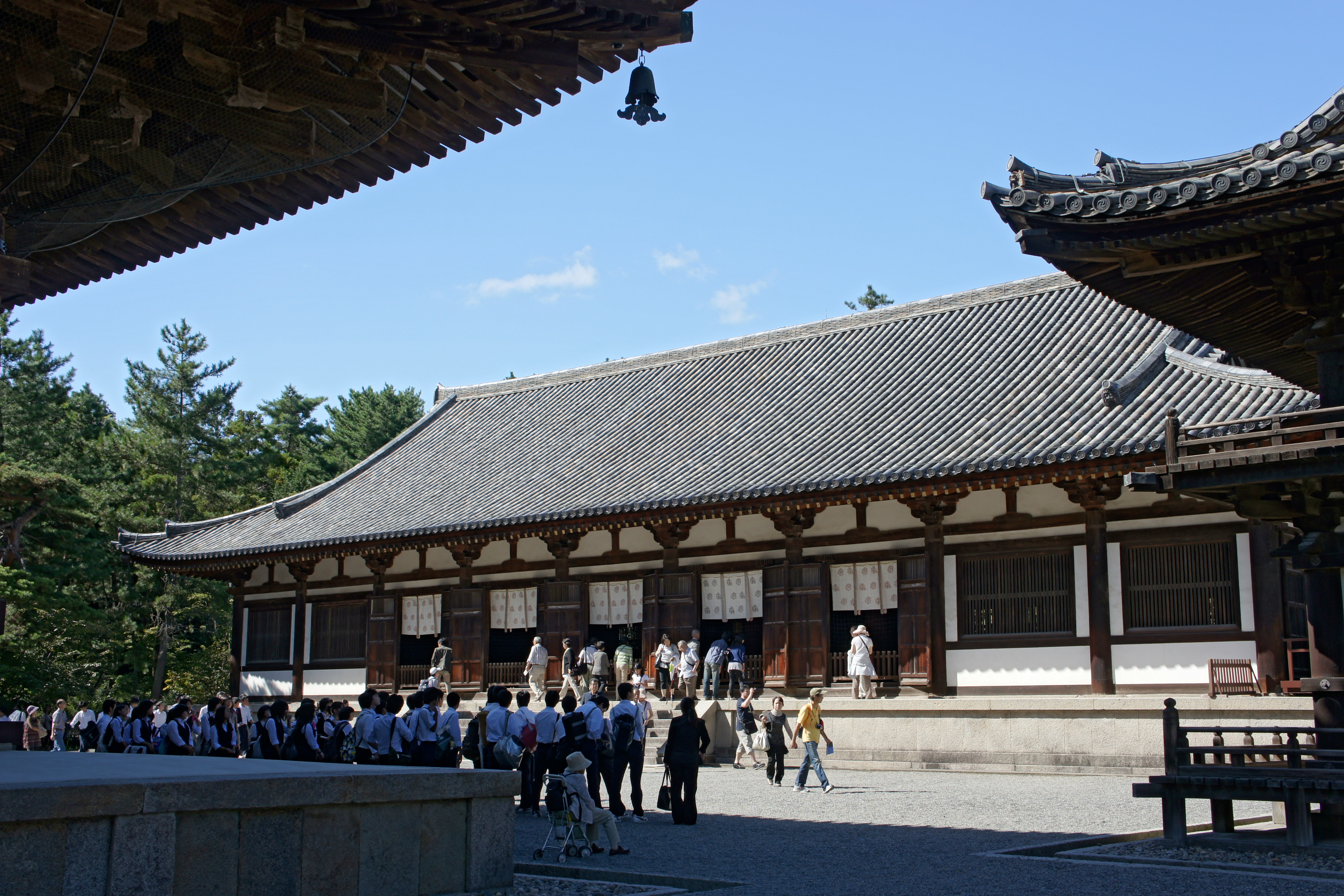
唐招提寺講堂（中央）、左手前の屋根は金堂

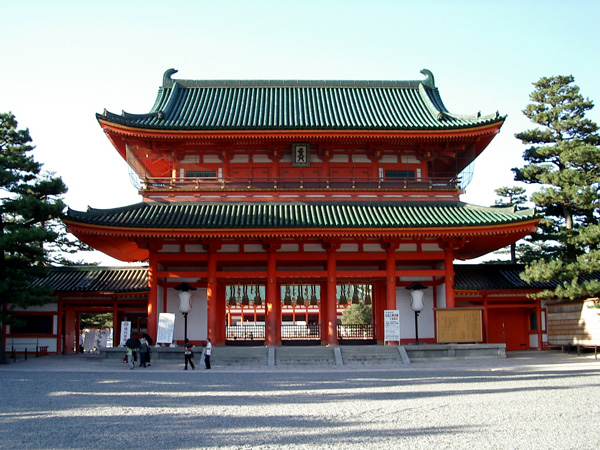
平安神宮神門
門の両側は朝集殿を再現した殿舎である

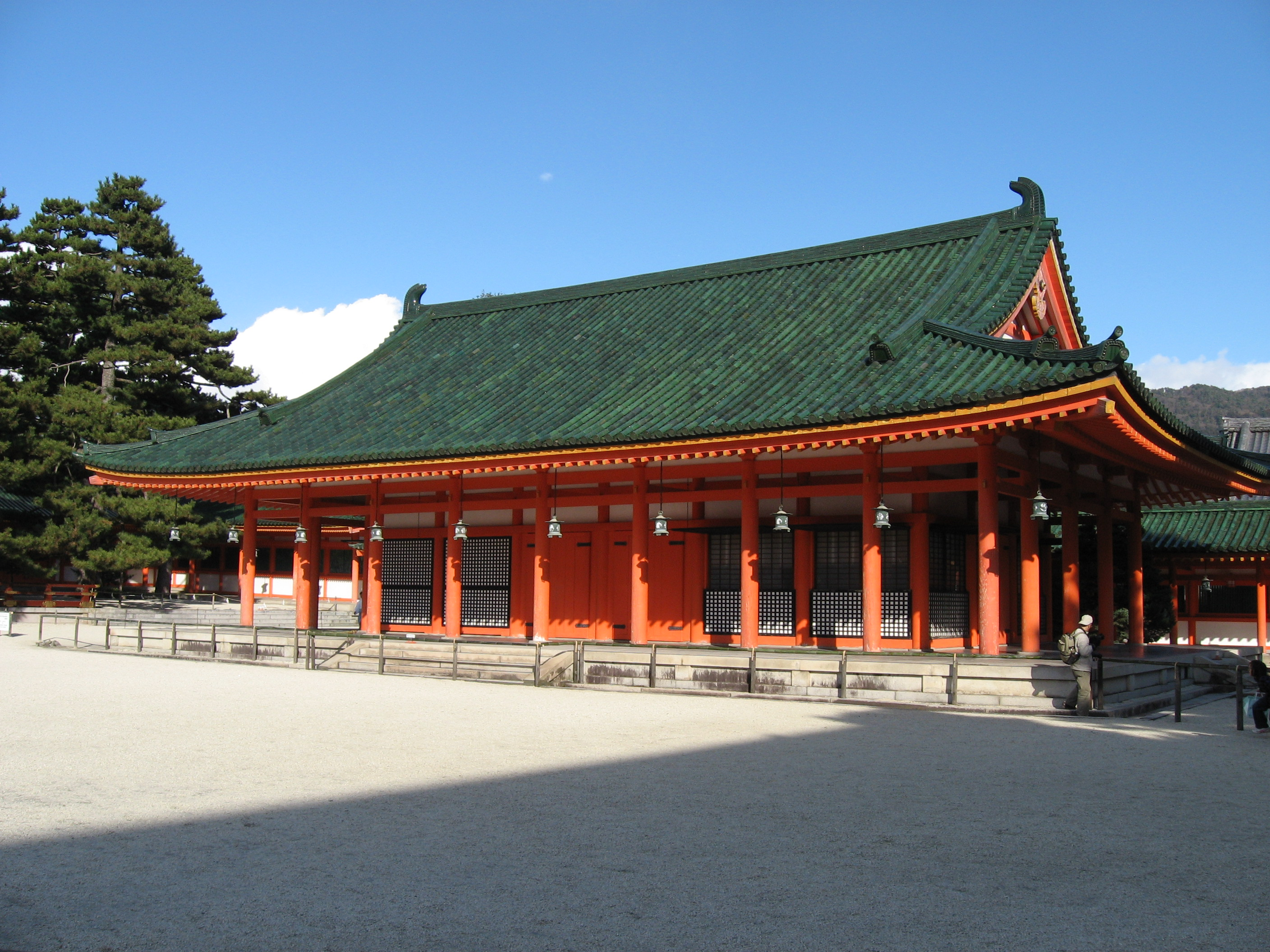
平安神宮東朝集殿（神楽殿）

唐招提寺の講堂は、平城宮の改修にともなって、天平宝字4年（760年）ころに平城宮の東朝集殿を移築したものである。瓦葺で梁行9間、桁行4間。壁や建具のほとんどない開放的な建物であった。朝集殿として用いられていたときは切妻造であったが、移築の際、入母屋造に改造され、建具を入れている。鎌倉時代の建治元年（1275年）にも改修されているが、平城宮の建物のなかで現存する唯一の遺構としてきわめて貴重であり、国宝に指定されている。
また、平安神宮の拝殿は平安宮の大極殿、正面の神門は応天門、神門の左右の殿舎は朝集殿を再現して建築されたものである。